# Apocalipse 16
Apocalipse 16 es un grupo brasileño de rap gospel y hip hop liderado por Pregador Luo. El grupo también posee el sello de 7 Taças.

## Discografía
- 1998: Arrependa-se
- 2000: 2ª Vinda, A Cura
- 2001: Antigas Idéias, Novos Adeptos
- 2003: RevoLUOção
- 2005: D'Alma
- 2006: 10 Anos
- 2006: Apocalipse 16 e Templo Soul
- 2006: Ao Vivo
- 2007: Pregador Luo Apresenta: 7T SP
- 2008: Música de Guerra
- 2010: Árvore de Bons Frutos

## Videografía
- 2006: Ao Vivo (DVD)
- 2010: Árvore de Bons Frutos (DVD)